# Klaus Burda
Klaus Burda (* 22. September 1935 in Dresden; † 31. März 2007 in Hemer) war ein deutscher Politiker (SPD) und zwischen 1987 und 1994 Bürgermeister der Stadt Hemer.

## Leben
Burda verbrachte seine Kindheit im thüringischen Wutha-Farnroda, bis er die DDR in den 1950er Jahren verließ. In Marl begann er eine Ausbildung zum Chemielaboranten und verpflichtete sich im Jahr 1957 bei der Bundeswehr. 
Nach zwei Jahren beim Heer in Schleswig wechselte er zur Luftwaffe, die er Anfang der 1970er Jahre wieder verließ. Als Lehroffizier wurde der Oberstleutnant zur Truppendienstlichen Fachschule der Luftwaffe nach Iserlohn versetzt und wohnte fortan in deren Nachbarstadt Hemer.
Kurz vor seinem Tod hatte Klaus Burda, der gut Russisch sprach, noch eine Stelle als Reisebegleiter der Karl-Theodor-Molinari-Stiftung der Bundeswehr in Moskau angenommen.

## Politik
Nach seiner Ankunft in Hemer schloss er sich dem dortigen SPD-Ortsverein an. Im Jahr 1975 zog er erstmals in den Stadtrat ein, zwei Jahre später wurde er zum Fraktionsvorsitzenden der Sozialdemokraten gewählt. Dieses Amt behielt Klaus Burda, bis er im Jahr 1987 zum Nachfolger Hans Meyers als ehrenamtlicher Bürgermeister Hemers bestimmt wurde. Bei der Kommunalwahl 1989 wurde er als „Erster Bürger“ bestätigt.
Ein politisches Schwerpunkt-Projekt Klaus Burdas waren die Städtepartnerschaften mit Doberlug-Kirchhain (Brandenburg) und Schtscholkowo (Russland), deren Ursprünge auf die Amtszeit des SPD-Politikers zurückgehen. Außerdem beschäftigte sich Burda als Bürgermeister mit dem Abzug der britischen Armee aus dem Hemeraner Ortsteil Deilinghofen und einer Krise in der Stadtverwaltung, weswegen mit dem Stadtdirektor und dem ersten Beigeordneten die gesamte Verwaltungsspitze entlassen wurde. Der fehlende Stadtdirektor wurde nach 1994 durch einen hauptamtlichen Bürgermeister ersetzt. Nach der Krise innerhalb der Stadtverwaltung verlor Burdas SPD bei der Kommunalwahl die Mehrheit im Stadtrat, so dass seine Amtszeit endete und Doris Ebbing (CDU) für kurze Zeit neue Bürgermeisterin in Hemer wurde.
Klaus Burda blieb noch fünf Jahre lang stellvertretender Bürgermeister und bis 2004 Ratsmitglied. Bis zu seinem Tod im März 2007 wirkte er als sachkundiger Bürger in verschiedenen Ausschüssen mit.